# Strade maestre in Lituania

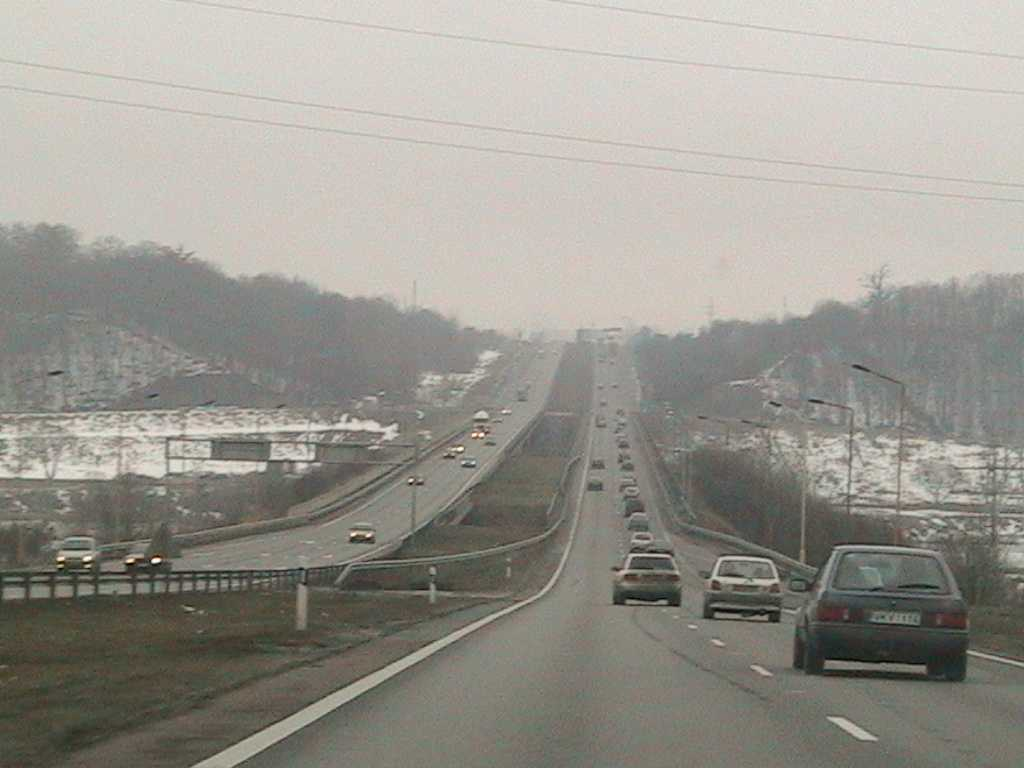
Una tipica autostrada lituana. Nella foto, l'A1 presso l'attraversamento sul fiume Neris a Kaunas.

Le strade maestre della Lituania (magistralinis kelias) costituiscono la rete stradale principale del paese.
Due tratte hanno caratteristiche autostradali (automobilių magistralė o automagistralė). La distinzione è importante perché solo in autostrada e nel periodo compreso tra il 1º aprile e il 31 ottobre si possono raggiungere i 130 km/h (110 d'inverno) mentre le altre strade prevedono limiti tra i 110 e i 90 km/h.
Il totale dei chilometri in autostrada sono 318 e comprendono il tratto Kaunas-Klaipeda e l'intera Vilnius-Panevezys oltre alla tangenziale ovest di Vilnius. I lavori di costruzione sono iniziati quasi tutti tra gli anni Sessanta e Ottanta e sono ripresi verso la fine del secondo decennio del XXI secolo. Tra le più percorse in Lituania:
- (Vilnius - Kaunas - Klaipėda). Il tratto tra Vilnius e Kaunas fu aperto il 3 novembre 1970, mentre il tratto tra Kaunas e Klaipėda negli anni Novanta. Sono in corso (2020) i lavori di ammodernamento per rendere la tratta Vilnius-Kaunas più sicura e più veloce. Per ora il tratto tra Vilnius e Kaunas non ha la qualifica di automagistralė ma solo di greitkeliye
- (Vilnius-Panevėžys). Congiunge Vilnius a Panevėžys;
- A5 Kaunas-Marijampole-Kalvarija (confine polacco) in ricostruzione (la fine dei lavori è prevista per il 2022) con doppia corsia per senso di marcia.

## Elenco delle strade maestre
| Nome | Tratta                                   | Lunghezza |
| ---- | ---------------------------------------- | --------- |
| A1   | Vilnius – Kaunas – Klaipėda              | 311,4 km  |
| A2   | Vilnius – Panevėžys                      | 135,92 km |
| A3   | Vilnius – Medininkai                     | 33,88 km  |
| A4   | Vilnius – Varėna – Druskininkai          | 134,46 km |
| A5   | Kaunas – Marijampolė – Kalvarija         | 97,86 km  |
| A6   | Kaunas – Utena – Zarasai                 | 185,4 km  |
| A7   | Marijampolė – Vilkaviškis – Kybartai     | 42,21 km  |
| A8   | Panevėžys – Aristava – Sitkūnai          | 87,86 km  |
| A9   | Panevėžys – Šiauliai                     | 78,94 km  |
| A10  | Panevėžys – Pasvalys – Saločiai          | 66,1 km   |
| A11  | Šiauliai – Palanga                       | 146,85 km |
| A12  | Joniškis – Šiauliai – Tauragė – Pagėgiai | 186,09 km |
| A13  | Klaipėda – Palanga                       | 45,15 km  |
| A14  | Vilnius – Utena                          | 95,6 km   |
| A15  | Vilnius – Šalčininkai                    | 49,28 km  |
| A16  | Vilnius – Prienai – Marijampolė          | 137,51 km |
| A17  | Tangenziale di Panevėžys                 | 22,28 km  |
| A18  | Tangenziale di Šiauliai                  | 17,08 km  |
| A19  | Tangenziale di Vilnius (SUD)             | 7,9 km    |
| A20  | Tangenziale di Ukmergė (NORD)            | 7,7 km    |
| A21  | Tangenziale di Sovetsk (parte lituana)   | 4 km      |

## Strade europee in Lituania

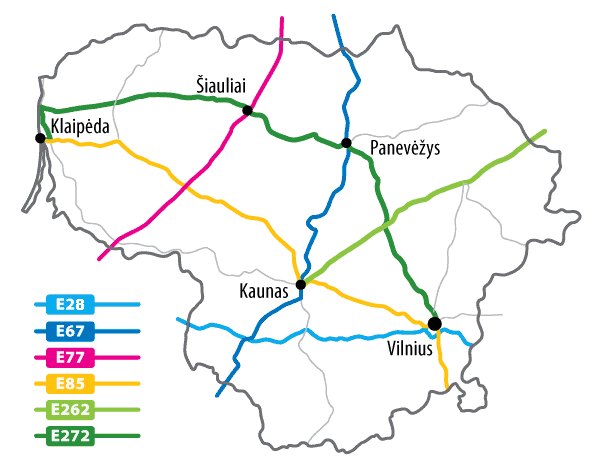
Le strade europee nel territorio lituano

Sono sei le strade europee che attraversano il territorio lituano (1602 km in totale).
| Simbolo | Numero identificativo | Principali centri                                                                                      |
| ------- | --------------------- | --- |
|         | E28                   | Berlino – Danzica – Kaliningrad – Kybartai – Marijampolė – Vilnius – Minsk – Homel'                    |
|         | E67 (Via Baltica)     | Helsinki – Tallinn – Riga – Pasvalys – Panevėžys – Kaunas – Marijampolė – Varsavia – Breslavia – Praga |
|         | E77                   | Pskov – Riga – Joniškis – Šiauliai – Tauragė – Kaliningrad – Danzica – Varsavia – Cracovia – Budapest  |
|         | E85                   | Klaipėda – Kaunas – Vilnius – Lida – Černivci – Bucarest – Alessandropoli                              |
|         | E262                  | Ostrov – Daugavpils – Zarasai – Ukmergė – Kaunas                                                       |
|         | E272                  | Klaipėda – Palanga – Šiauliai – Panevėžys – Ukmergė – Vilnius                                          |